# 英联邦特殊成员

英联邦现成员国（深蓝色）
前成员国（橙色）
英國海外領土和皇家属地（浅蓝色）

英联邦的特殊成员（英語：special member）指的是英联邦内在某些职能方面的参与受到限制的成员国。最初，英联邦的特殊成员是一些新加入英联邦的国家所拥有的地位，它们的参与受到其自身有限的财政资源的限制。后来，“特殊成员”改名为“欠费成员”（英語：member in arrears），这一改变是在乌干达首都坎帕拉举行的2007年英联邦政府首脑会议上根据英联邦成员资格委员会的建议而做出的。这些指导建议来自于在尼日利亚首都阿布贾举行的2003年英联邦政府首脑会议，它们加强并取代了在南非城市德班举行的1999年英联邦政府首脑会议的指导建议。
英联邦的特殊成员并不需要缴纳会费，並拥有正式成员国的大部分职能，也参与大部分英联邦机构，但特殊成员国的政府首脑不被邀请出席英联邦政府首脑会议。英联邦特殊成员虽然在这些方面受到限制，但仍被视为英联邦的成员。
英联邦特殊成员的地位一开始是专门为瑙鲁共和国创立的。因为瑙鲁作为世界上最小的岛国，其人口非常少，面积也非常小，不完全符合英联邦成员地位标准，所以瑙鲁于1968年1月31日独立以后，当年11月即成为英联邦的特殊成员。继瑙鲁之后于1978年10月1日独立的南太平洋岛国图瓦卢也获得了英联邦特殊成员地位，接着人口更多和面积更大的加勒比海岛国圣文森特和格林纳丁斯以及印度洋岛国马尔代夫共和国都相继获得这一地位。后来，上述国家逐渐获得了正式成员地位，自2000年9月图瓦卢转正之后英联邦内一度没有特殊成员。然而，由于瑙鲁在成为英联邦正式成员之后拖欠了会费，它于2006年1月恢复为特殊成员。也正是由于瑙鲁因欠费而再度成为英联邦特殊成员，自2007年11月开始，英联邦特殊成员改名为“欠费成员”。2011年6月26日，瑙鲁重新成为英联邦正式会员。现时，英联邦各成员国均为正式成员，没有特殊成员（欠费成员）。

## 英联邦特殊成员列表
| 成员           | 所在区域                   | 获得特殊成员地位时间 | 获得正式成员地位时间 |
| -------------- | -------------------------- | -------------------- | -------------------- |
| 瑙鲁（第一次） | 大洋洲密克罗尼西亚群岛     | 1968年11月1日        | 1999年5月1日         |
|                | 大洋洲波利尼西亚群岛       | 1978年10月1日        | 2000年9月1日         |
|                | 北美洲加勒比地区西印度群岛 | 1979年10月27日       | 1985年6月1日         |
| 馬爾地夫       | 亚洲南亚                   | 1982年7月9日         | 1985年7月20日        |
| 瑙鲁（第二次） | 大洋洲密克罗尼西亚群岛     | 2006年1月            | 2011年6月26日        |